# Grootbekken
Grootbekken (Stromateidae) vormen een familie van vissen uit de orde van baarsachtigen (Perciformes).

## Verspreiding en leefgebied
Grootbekken worden in kustwateren rond Amerika, West-Afrika en de Indo-Pacifische wateren aangetroffen en zijn alle zoutwatervissen.

## Geslachten
- Pampus Bonaparte, 1834
- Peprilus Cuvier, 1829
- Stromateus